# Manao (Chile)
Manao o igual conocido como Bahía de Manao es un caserío rural de la comuna de Ancud, dentro de la Provincia de Chiloé, perteneciente a la Región de Los Lagos, esta al noreste de la Isla Grande de Chiloé a unos 32,2 km de la ciudad de Ancud (Ciudad más cercana) y a unos 74 km de Puerto Montt (Capital regional), es orillado por el Seno de Reloncaví y cuenta con una población de 168 habitantes.

## Antecedentes
Manao tiene un total de 168 y dos sectores reconocidos por el Instituto Nacional de Estadísticas, siendo Manao Centro y Costa. Además cuenta con una escuela propia siendo la del nombre homónimo, teniendo 107 años desde su fundación, al igual que cuenta con su capilla Iglesia Bahía de Manao, a su vez, cuenta con una cancha de fútbol del nombre de la localidad.

## Capilla de Bahía de Manao
La capilla es una de las principales atracciones de Manao. Aunque, su principal función sea de reforestación de las zonas rodeantes, al igual que es el lugar preferido para enterrar a los difuntos.